# 罗摩利寺
罗摩利寺是泰国北部清迈的一座佛寺。该寺位于环绕老城区的北护城河北侧，距清迈北城门以西约400米。

## 历史
这座寺庙的建造时间不详，但最早在公元1367年的一份宪章中被提及。曼格莱王朝的第六任国王库纳国王 (1355-1385) 邀请了十名来自缅甸的佛教僧侣来传播上座部佛教教义。僧侣们就住在这座寺庙里。
1527年，孟格告下令建造这座佛塔，并于1545年建造了viharn（礼堂）。
孟莱王朝的数位成员的骨灰都安放在这座寺庙中。直到王朝灭亡，孟莱王室一直负责维护这座寺庙。维素提蒂维王后的骨灰安放在寺庙的一座佛塔中。
这座大佛塔的砖墙大部分都裸露着，这与清迈其他寺庙中经常用灰泥粉刷的佛塔形成了鲜明对比。值得注意的是精美雕刻的纳迦和木制寺庙立面。这座寺庙沿着南北轴线排列——大多数佛教寺庙都朝向东方，朝着朝阳的方向。

## 建筑景观

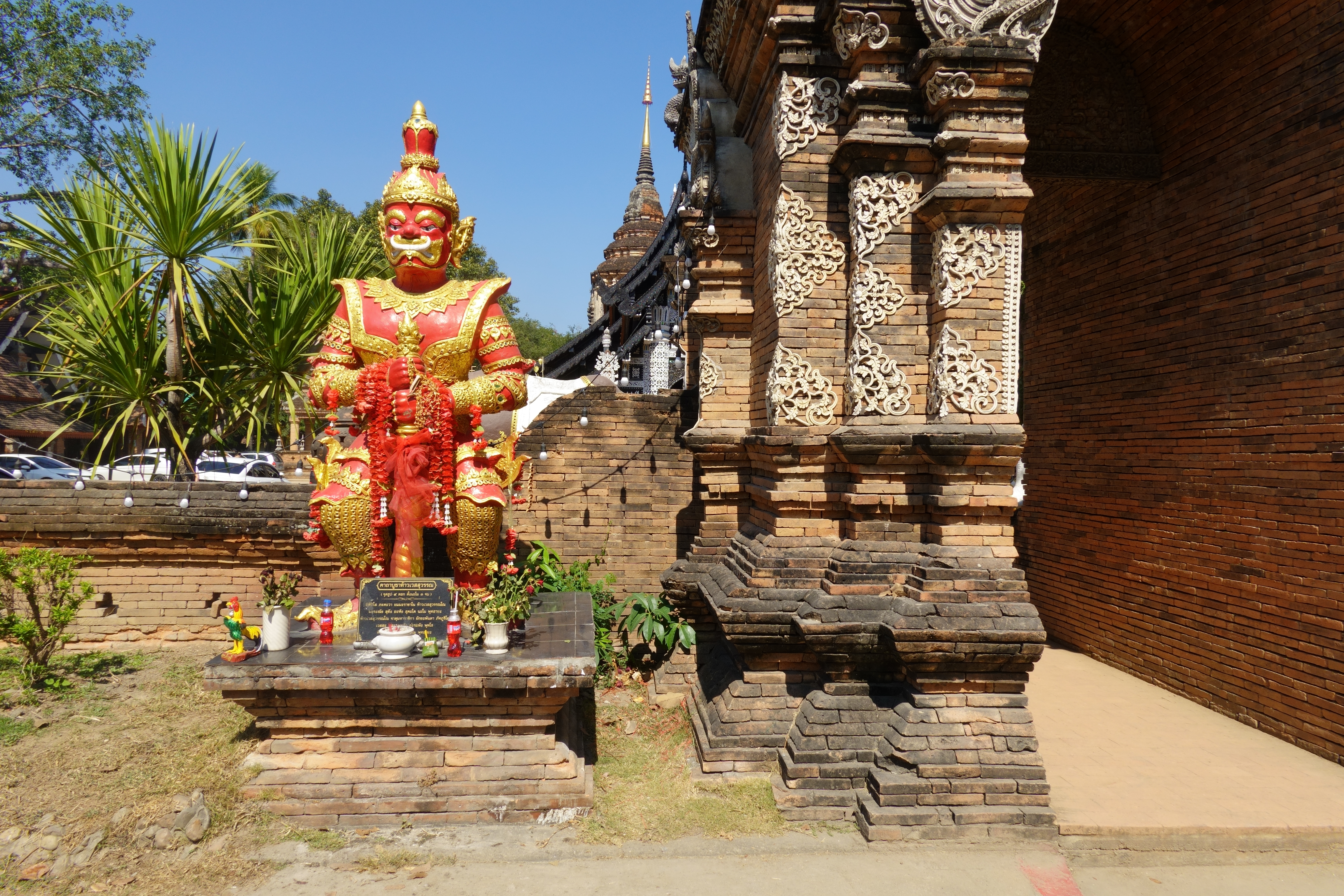
门口的护法鬼王（ท้าวเวสสุวรรณ）
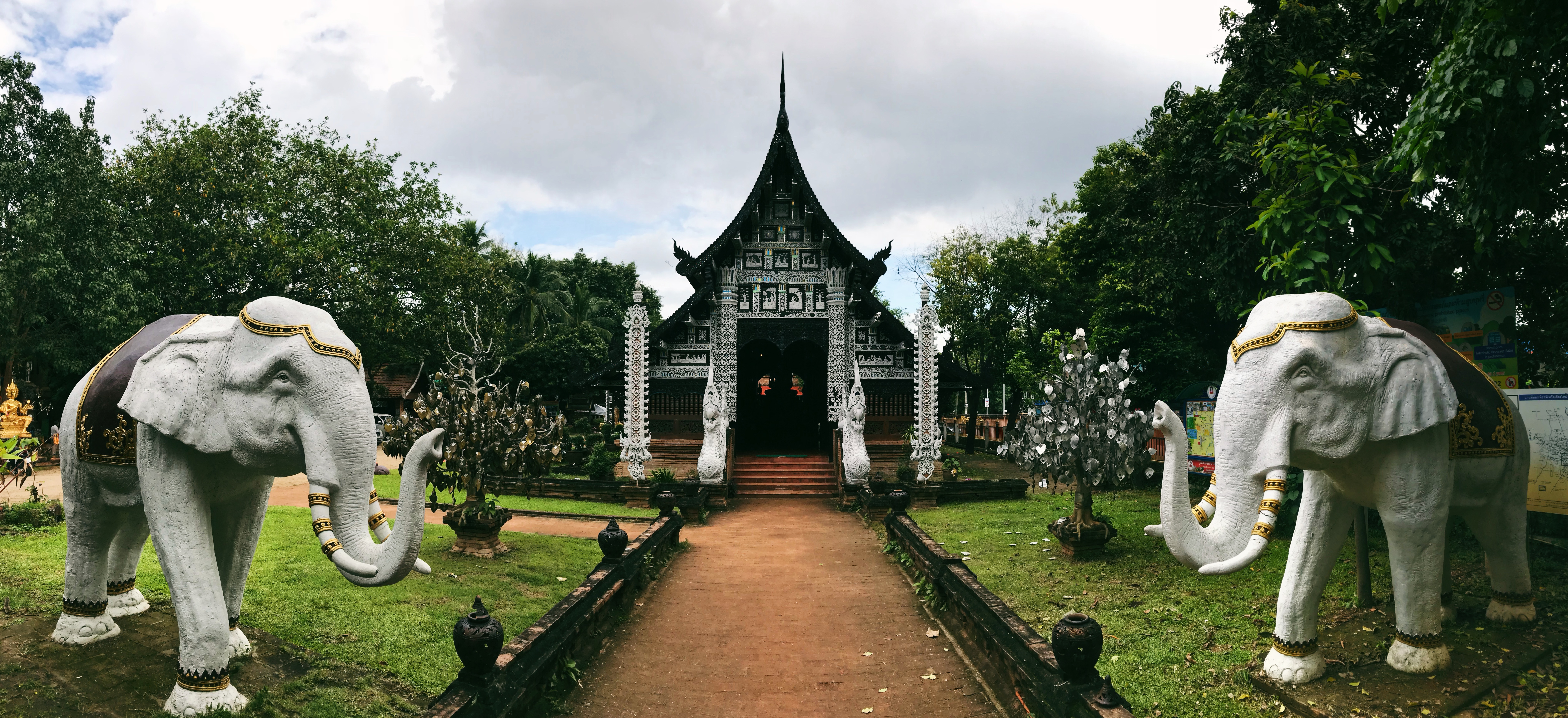
戒堂入口
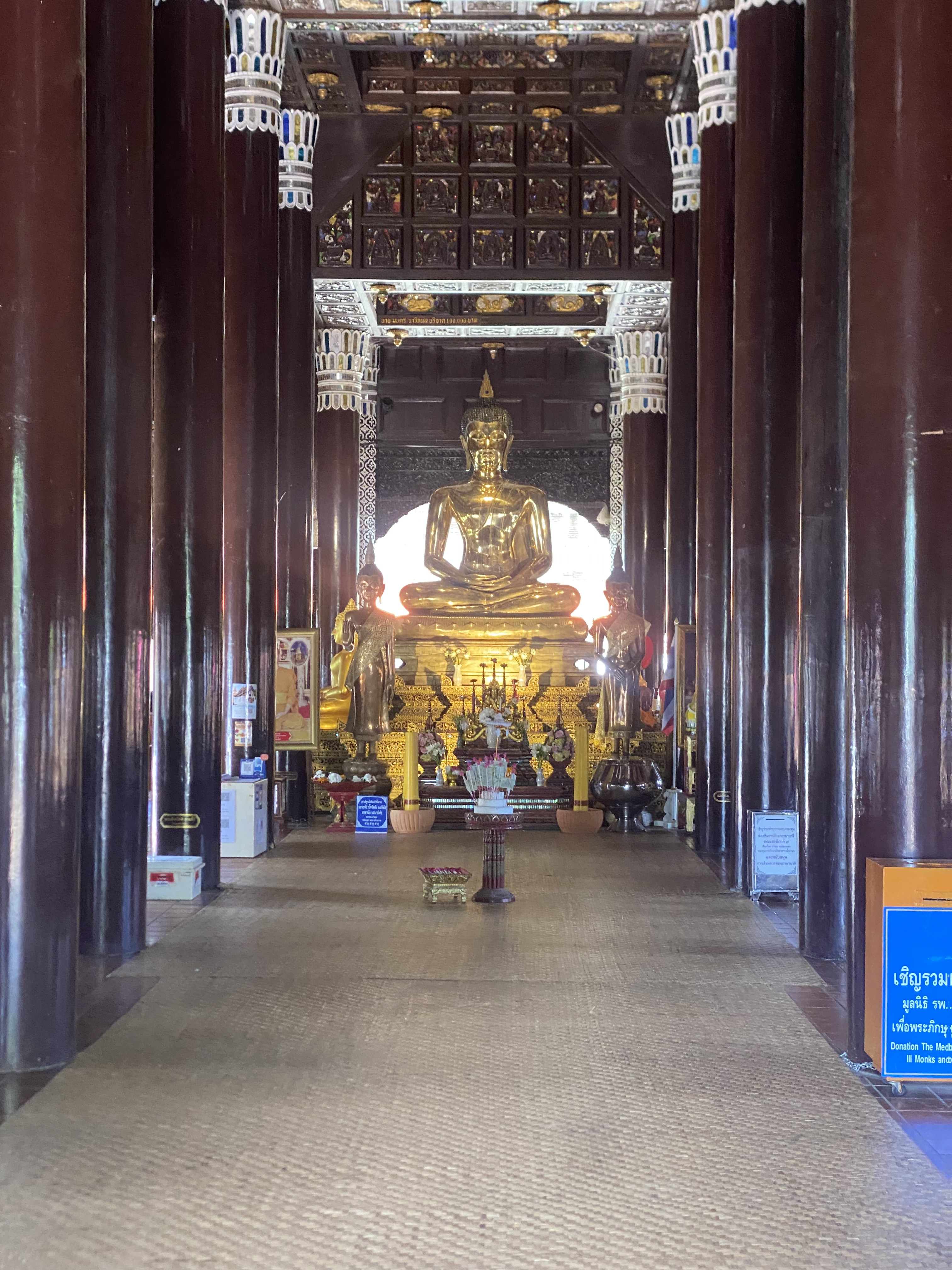
戒堂内部
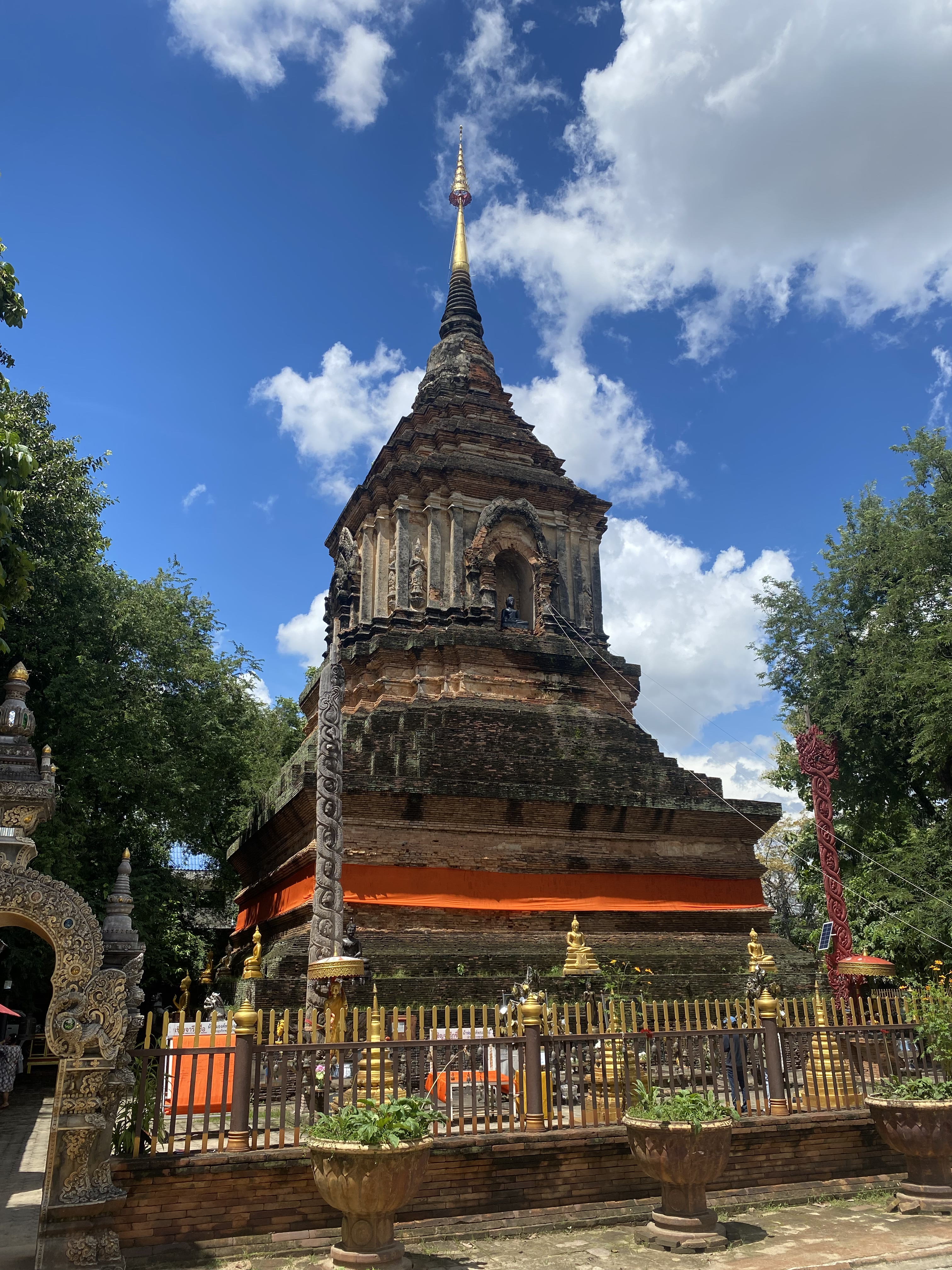
佛塔
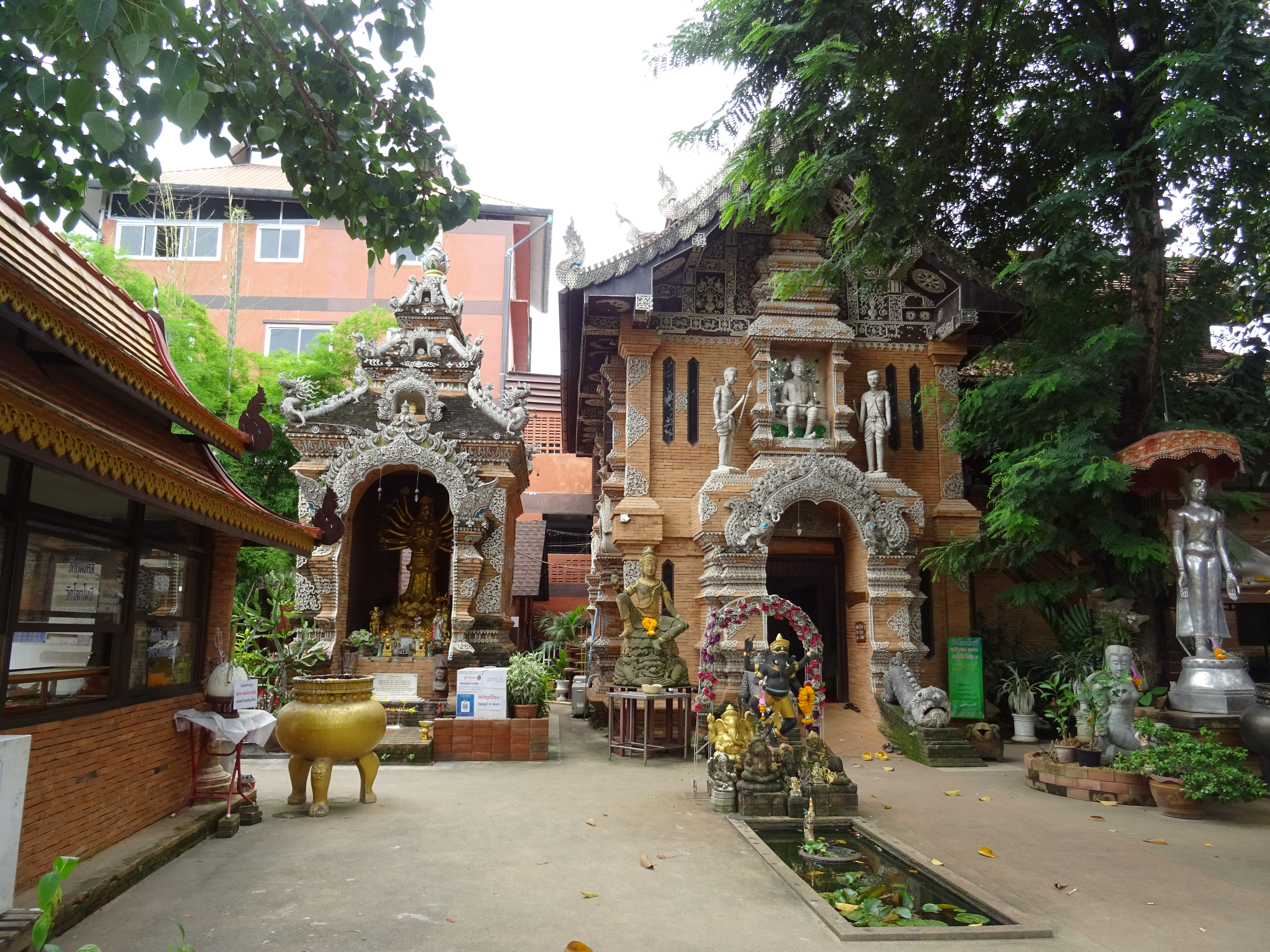
寺庙左侧有几座神殿

### 书籍
- Michael Freeman: Lanna - Thailand's Northern Kingdom. River Books, Bangkok 2001, ISBN 0-500-97602-3
- 'Wat Lok Moli: Topknot of the World', in: Forbes, Andrew, and Henley, David, Ancient Chiang Mai Volume 1. Chiang Mai, Cognoscenti Books, 2012.
- 'Lan Na Rebirth: some recently re-established temples', in: Forbes, Andrew, and Henley, David, Ancient Chiang Mai Volume 3. Chiang Mai, Cognoscenti Books, 2012. ASIN: B006IN1RNW
- 'Re-established Temples: Wat Lok Moli', in: Forbes, Andrew, and Henley, David, Ancient Chiang Mai Volume 4. Chiang Mai, Cognoscenti Books, 2012. ASIN: B006J541LE